# Публий Пост...
Публий Пост... (на латински: Publius Post...) e политик и сенатор на Римската империя през 3 век.
През 249 – 250 г. той е управител на провинция Долна Мизия.